# Serie A1 2009-2010 (rugby a 15)
La serie A1 2009-10 fu il 76º campionato di seconda divisione di rugby a 15 in Italia.
Si tenne dal 27 settembre 2009 al 22 maggio 2010 tra 12 squadre a girone unico con una coda di play-off tra le prime tre classificate e la prima della serie A2.
La sua composizione fu influenzata da alcune defezioni: avendo infatti Calvisano e Capitolina rinunciato alla disputa del Super 10 2009-10, il campionato di prima divisione, i due posti lasciati liberi nella categoria superiore furono rimpiazzati dalla mancata retrocessione del GRAN Parma, ultimo la stagione precedente, e dalla promozione per ripescaggio della finalista di serie A sconfitta, L’Aquila.
Per effetto di ciò rimasero due posti liberi in serie A, riempiti da Firenze 1931, retrocesso ma ripescato, e da Badia (quarto in A2 2008-09).
La stagione regolare fu vinta da Noceto di strettissimo margine su Mogliano e S.S. Lazio: le tre squadre giunsero, infatti, a un punto l'una dall'altra.
La serie A2 fu altresì vinta dai siciliani del San Gregorio che spareggiarono nei play-off contro Noceto, che nel doppio confronto ebbe la meglio.
La Lazio ebbe, invece, ragione di Mogliano e, nella finale tenutasi al Chersoni di Prato, i biancocelesti romani batterono Noceto e conquistarono promozione in Eccellenza e titolo di campione di serie A.
A retrocedere furono altresì Badia e Piacenza.

## Squadre partecipanti
| Club           | Sponsor                             | Città             | Impianto interno                                                       |
| -------------- | ----------------------------------- | ----------------- | ---------------------------------------------------------------------- |
| Amatori Milano |                                     | Milano            | Stadio Giuriati (fino a dicembre /2009) Arena Civica (da gennaio 2010) |
| Badia          | Zhermack (materiali odontoiatrici)  | Badia Polesine    | Nuovi impianti sportivi comunali                                       |
| Brescia        | Banco di Brescia                    | Brescia           | Stadio Invernici                                                       |
| Colorno        | BluGeo (depurazione idrica)         | Colorno           | Stadio Maini                                                           |
| Firenze 1931   | Giunti (editoria)                   | Firenze           | Stadio Padovani                                                        |
| S.S. Lazio     | Mantovani (costruzioni)             | Roma              | C.S. Giulio Onesti                                                     |
| Livorno        |                                     | Livorno           | Stadio Montano                                                         |
| Mogliano       | Marchiol (materiale elettrico)      | Mogliano Veneto   | Stadio Quaggia                                                         |
| Noceto         | Vi.Bu. (utensileria)                | Noceto            | Stadio Nando Capra                                                     |
| Piacenza       |                                     | Piacenza          | Stadio Beltrametti                                                     |
| San Donà       | Orved (confezionatrici sotto vuoto) | San Donà di Piave | Stadio Torresan                                                        |
| Udine          |                                     | Udine             | Stadio Gerli                                                           |

## Formula
Il campionato, come nelle edizioni precedenti, si tenne a girone unico; a essere interessati ai play-off e ai play-out furono le prime tre classificate e le ultime due.
Per quanto riguarda i play-off la loro composizione fu la seguente:
- la seconda e la terza classificata di serie A1 si incontrarono in gara doppia nella prima semifinale
- la vincitrice della serie A1 e quella di A2 si incontrarono nella seconda semifinale, sempre in gara doppia.
- le vincitrici delle due semifinali si incontrarono per il titolo di campione d'Italia di serie A e la promozione in Super 10[3].
- le ultime due della serie A1 spareggiarono in gara doppia contro la nona e la decima classificata della serie A2: le perdenti furono retrocesse in serie B, le vincenti furono riassegnate alla serie A1 della stagione successiva[3].

## Stagione regolare
| 27-9-2009  | 1ª/12ª giornata           | 10-1-2010 |
| ---------- | ------------------------- | --------- |
| 19-20      | Am. Milano - Badia        | 17-18     |
| 25-19      | Firenze 1931 - Piacenza   | 43-7      |
| 22-16      | Colorno - Mogliano        | 13-16     |
| 16-30      | Udine - Livorno           | 3-13      |
| 43-15      | S.S. Lazio - Brescia      | 19-17     |
| 12-23      | San Donà - Noceto         | 6-13      |
|            |                           |           |
| 18-10-2009 | 4ª/15ª giornata           | 31-1-2010 |
| 27-23      | Noceto - Am. Milano       | 24-11     |
| 31-15      | Livorno - Badia           | 11-29     |
| 21-12      | San Donà - Firenze 1931   | 20-23     |
| 20-28      | Brescia - Colorno         | 3-39      |
| 24-20      | Piacenza - Lazio          | 6-71      |
| 40-17      | Mogliano - Udine          | 27-11     |
|            |                           |           |
| 8-11-2009  | 7ª/18ª giornata           | 28-3-2010 |
| 10-12      | Am. Milano - Firenze 1931 | 19-43     |
| 21-29      | Badia - Piacenza          | 33-16     |
| 20-14      | Lazio - Colorno           | 16-20     |
| 3-19       | Udine - San Donà          | 20-24     |
| 24-6       | Noceto - Brescia          | 30-21     |
| 6-13       | Livorno - Mogliano        | 13-31     |
|            |                           |           |
| 13-12-2009 | 10ª/21ª giornata          | 25-4-2010 |
| 19-0       | Lazio - Am. Milano        | 45-21     |
| 32-22      | Udine - Badia             | 11-11     |
| 29-15      | Firenze 1931 - Livorno    | 10-23     |
| 8-19       | Colorno - Noceto          | 8-34      |
| 42-10      | San Donà - Piacenza       | 67-13     |
| 20-25      | Brescia - Mogliano        | 6-36      |

| 4-10-2009  | 2ª/13ª giornata         | 17-1-2010 |
| ---------- | ----------------------- | --------- |
| 33-20      | Mogliano - Am. Milano   | 27-19     |
| 22-29      | Badia - Firenze 1931    | 16-25     |
| 20-35      | Piacenza - Colorno      | 0-20      |
| 9-5        | Noceto - Udine          | 20-13     |
| 13-19      | Livorno - Lazio         | 20-24     |
| 22-22      | Brescia - San Donà      | 5-32      |
|            |                         |           |
| 25-10-2009 | 5ª/16ª giornata         | 21-2-2010 |
| 41-30      | Am. Milano - Piacenza   | 40-26     |
| 12-32      | Badia - Mogliano        | 17-29     |
| 20-21      | Firenze 1931 - Colorno  | 17-32     |
| 55-22      | Udine - Brescia         | 6-8       |
| 22-10      | Lazio - San Donà        | 35-12     |
| 13-13      | Noceto - Livorno        | 20-17     |
|            |                         |           |
| 29-11-2009 | 8ª/19ª giornata         | 11-4-2010 |
| 16-23      | Brescia - Am. Milano    | 25-21     |
| 43-9       | Lazio - Badia           | 33-13     |
| 22-16      | Firenze 1931 - Udine    | 24-18     |
| 30-17      | Colorno - Livorno       | 36-5      |
| 11-25      | Piacenza - Noceto       | 0-61      |
| 24-8       | San Donà - Mogliano     | 17-20     |
|            |                         |           |
| 20-12-2009 | 11ª/22ª giornata        | 2-5-2010  |
| 18-15      | Am. Milano - Udine      | 30-26     |
| 14-45      | Badia - Colorno         | 21-82     |
| 21-8       | Mogliano - Firenze 1931 | 13-7      |
| 0-25       | Piacenza - Brescia      | 12-73     |
| 13-18      | Noceto - Lazio          | 16-12     |
| 10-12      | Livorno - San Donà      | 14-23     |

| 11-10-2009 | 3ª/14ª giornata        | 24-1-2010 |
| ---------- | ---------------------- | --------- |
| 13-6       | Am. Milano - Livorno   | 19-22     |
| 8-22       | Badia - Noceto         | 10-42     |
| 46-17      | Firenze 1931 - Brescia | 12-10     |
| 20-0       | Colorno - San Donà     | 5-10      |
| 21-13      | Udine - Piacenza       | 16-39     |
| 12-24      | Lazio - Mogliano       | 20-15     |
|            |                        |           |
| 1-11-2009  | 6ª/17ª giornata        | 7-3-2010  |
| 14-16      | San Donà - Am. Milano  | 16-11     |
| 13-8       | Brescia - Badia        | 19-18     |
| 13-13      | Firenze 1931 - Lazio   | 12-20     |
| 30-10      | Colorno - Udine        | 18-22     |
| 36-26      | Piacenza - Livorno     | 9-25      |
| 12-9       | Mogliano - Noceto      | 0-22      |
|            |                        |           |
| 6-12-2009  | 9ª/20ª giornata        | 18-4-2010 |
| 8-17       | Am. Milano - Colorno   | 26-23     |
| 17-18      | Badia - San Donà       | 18-29     |
| 30-16      | Noceto - Firenze 1931  | 20-16     |
| 38-14      | Mogliano - Piacenza    | 34-9      |
| 14-27      | Udine - Lazio          | 20-49     |
| 25-20      | Livorno - Brescia      | 15-21     |

### Classifica
|  |     | Squadra        | G  | V  | N | P  | PF  | PS  | P±   | B  | Pen | Pt |
|  | --- | -------------- | -- | -- | - | -- | --- | --- | ---- | -- | --- | -- |
|  | 1.  | Noceto         | 22 | 19 | 1 | 2  | 516 | 244 | 272  | 6  | 0   | 84 |
|  | 2.  | Mogliano       | 22 | 18 | 0 | 4  | 510 | 318 | 192  | 11 | 0   | 83 |
|  | 3.  | S.S. Lazio     | 22 | 17 | 1 | 4  | 610 | 321 | 289  | 12 | 0   | 82 |
|  | 4.  | Colorno        | 22 | 15 | 0 | 7  | 566 | 334 | 232  | 14 | 0   | 74 |
|  | 5.  | San Donà       | 22 | 13 | 1 | 8  | 450 | 340 | 110  | 7  | 0   | 61 |
|  | 6.  | Firenze 1931   | 22 | 12 | 1 | 9  | 464 | 403 | 61   | 11 | 0   | 61 |
|  | 7.  | Amatori Milano | 22 | 8  | 0 | 14 | 425 | 514 | −89  | 9  | 0   | 41 |
|  | 8.  | Livorno        | 22 | 7  | 1 | 14 | 370 | 441 | −71  | 9  | 0   | 39 |
|  | 9.  | Brescia        | 22 | 7  | 1 | 14 | 404 | 539 | −135 | 6  | 0   | 36 |
|  | 10. | Udine          | 22 | 5  | 1 | 16 | 393 | 492 | −99  | 12 | 0   | 34 |
|  | 11. | Badia          | 22 | 4  | 1 | 17 | 370 | 627 | −257 | 6  | 0   | 24 |
|  | 12. | Piacenza       | 22 | 3  | 0 | 19 | 320 | 825 | −505 | 2  | 4   | 10 |

## Verdetti
- S.S. Lazio: Campione d'Italia Serie A, promossa in Eccellenza 2010-11
- Piacenza e Badia: retrocesse in serie A2 2010-11